# Septoria lunariae
Septoria lunariae är en svampart som beskrevs av Ellis & Dearn. 1893. Septoria lunariae ingår i släktet Septoria och familjen Mycosphaerellaceae.   Inga underarter finns listade i Catalogue of Life.